# Estação de Cruzeiro
A Estação de Cruzeiro é uma estação ferroviária construída e inaugurada pelos ingleses em 04 de Setembro de 1884 para atender o entroncamento das duas ferrovias a D. Pedro II (atual Central do Brasil) e a Rio Verde(estinta Rede Mineira). Este belíssimo prédio substituiu a primitiva estação mandada construir pelo Major Manoel de Freitas Novaes em suas terras na Fazenda Boa Vista na Estrada de Ferro D. Pedro II (atual Central do Brasil) aberta ao tráfego em 04 de setembro de 1878, pertencente ao Ramal Rio de Janeiro São Paulo. Está localizada no município de Cruzeiro, e é um Patrimônio tombado pelo CONDEPHAAT.

## História
A estação de Cruzeiro foi inaugurada pela Estrada de Ferro D. Pedro II em 1878, como parte do Ramal de São Paulo, que partia da Estação Barra do Piraí na província do Rio de Janeiro, e seguia à margem direita do Rio Paraíba até o Porto de Cachoeira, na estação construída no povoado Santo Antônio da Cachoeira (atual Cachoeira Paulista). 
A partir de 1884, passou a ser o ponto de partida da Estrada de Ferro Minas e Rio (EFMR) que levava até Três Corações, em Minas Gerais. A ferrovia tinha este nome porque deveria sair de uma estação na Província do Rio de Janeiro.  
Após a incorporação da Estrada de Ferro do Norte pela Estrada de Ferro Central do Brasil (sucessora da E.F. Dom Pedro II) em 1896, a estação passou a ficar praticamente na metade do percurso entre São Paulo e Rio de Janeiro, sendo o ponto de cruzamento dos principais trens de passageiros da companhia. 
No ano de 1983, houve o fechamento da estação para trens de passageiros pela RFFSA, que passou a administrar a E.F. Central do Brasil e os trilhos da antiga E.F Minas e Rio. Entre 2000 e 2001, partiu o trem turístico a vapor tocado pela ABPF - Regional Sul de Minas, que seguia para Passa Quatro, em Minas Gerais. Porém, um desabamento logo após o Túnel da Mantiqueira, na divisa dos dois estados, levou o percurso a ser feito somente em território paulista. Em dezembro de 2001, o trem a vapor foi suprimido por falta de apoio financeiro da Prefeitura de Cruzeiro.
Desde 1996, as vias de bitola larga da antiga EFCB que passam pela estação são administrados pela MRS Logística S.A., que opera apenas trens de carga no trecho. Já os trilhos em bitola métrica da antiga EFMR, estão totalmente abandonados até o Túnel da Mantiqueira, exceto as oficinas e o pátio ferroviário ainda se encontram em operação pela ABPF.

## Oficinas Ferroviárias
Na Estação de Cruzeiro também opera a principal oficina de manutenção de locomotivas da  Associação Brasileira de Preservação Ferroviária (ABPF) – Regional Sul de Minas, cujo trabalho envolve a reparação pesada de locomotivas a vapor e a diesel. São exemplos de locomotivas restauradas o Trem da Serra da Mantiqueira, em Passa Quatro; e o Trem das Águas, em São Lourenço. A oficina também ajuda outras regionais da ABPF na manutenção de seus trens, fornecendo peças, fabricando componentes, entre outros serviços. Além das locomotivas, a oficina cuida da manutenção de veículos de linha, como autos de linha, vagonetes, entre outros. São também feitos e recuperados componentes da parte motora dos carros de passageiros. Por fim, outro grande trabalho realizado na oficina, a re-bitolagem de dormentes de concreto, para aplicação nas linhas do Sul de Minas mantidas pela regional.